# شهرستان چرون بریاگ
شهرستان چرون بریاگ (به بلغاری: Cherven Bryag Municipality) یک شهرستان در بلغارستان است که در استان پلون واقع شده‌است. شهرستان چرون بریاگ ۵۸۴ کیلومتر مربع مساحت و ۳۰٬۵۲۴ نفر جمعیت دارد.